# Thematisierung

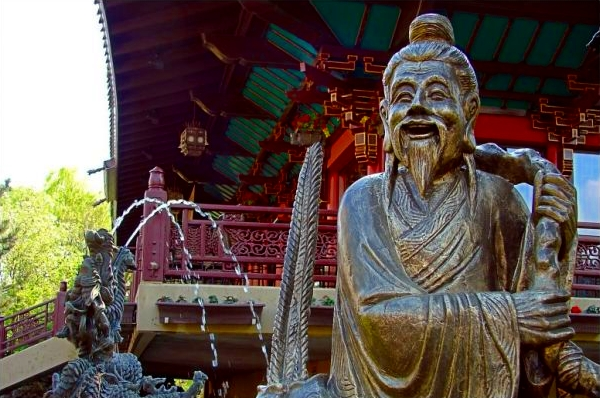
Detail des chinesischen Parkteils China Town im Phantasialand

Mit Thematisierung (oder englisch Theming) wird die thematische Gestaltung einzelner Fahrgeschäfte oder ganzer Bereiche eines Freizeitparks oder anderer Geschäfte bezeichnet. Als Themen können reale Orte der Gegenwart und Vergangenheit oder auch fiktive Welten und Geschichten dienen. Thematisiert wird meist durch optisch wahrnehmbare Elemente und passende Klänge oder Melodien, teilweise werden auch gezielt Riechstoffe eingesetzt.
Behandelt ein Freizeitpark ein oder mehrere Themen, so zählt er zu den Themenparks. Häufig finden sich hier Themenbereiche, in denen möglichst alle Attraktionen – auch Shows, Hotels, Imbissstände, Restaurants und deren Angebot – dem gleichen Thema folgen.

## Inszenierungstechniken
Es wird das Ziel verfolgt, Besucher temporär in eine illusionäre Gegenwelt zu versetzen. Um den Zustand einer perfekten Illusion zu erreichen, werden alle menschlichen Sinnesrichtungen zielgerichtet und aufeinander abgestimmt beeinflusst. Um dies zu erreichen, kann die Thematisierung auf folgende Techniken zurückgreifen:
Architektur
- Nachbau berühmter Gebäude (z. B. Venetian Resort Hotel)

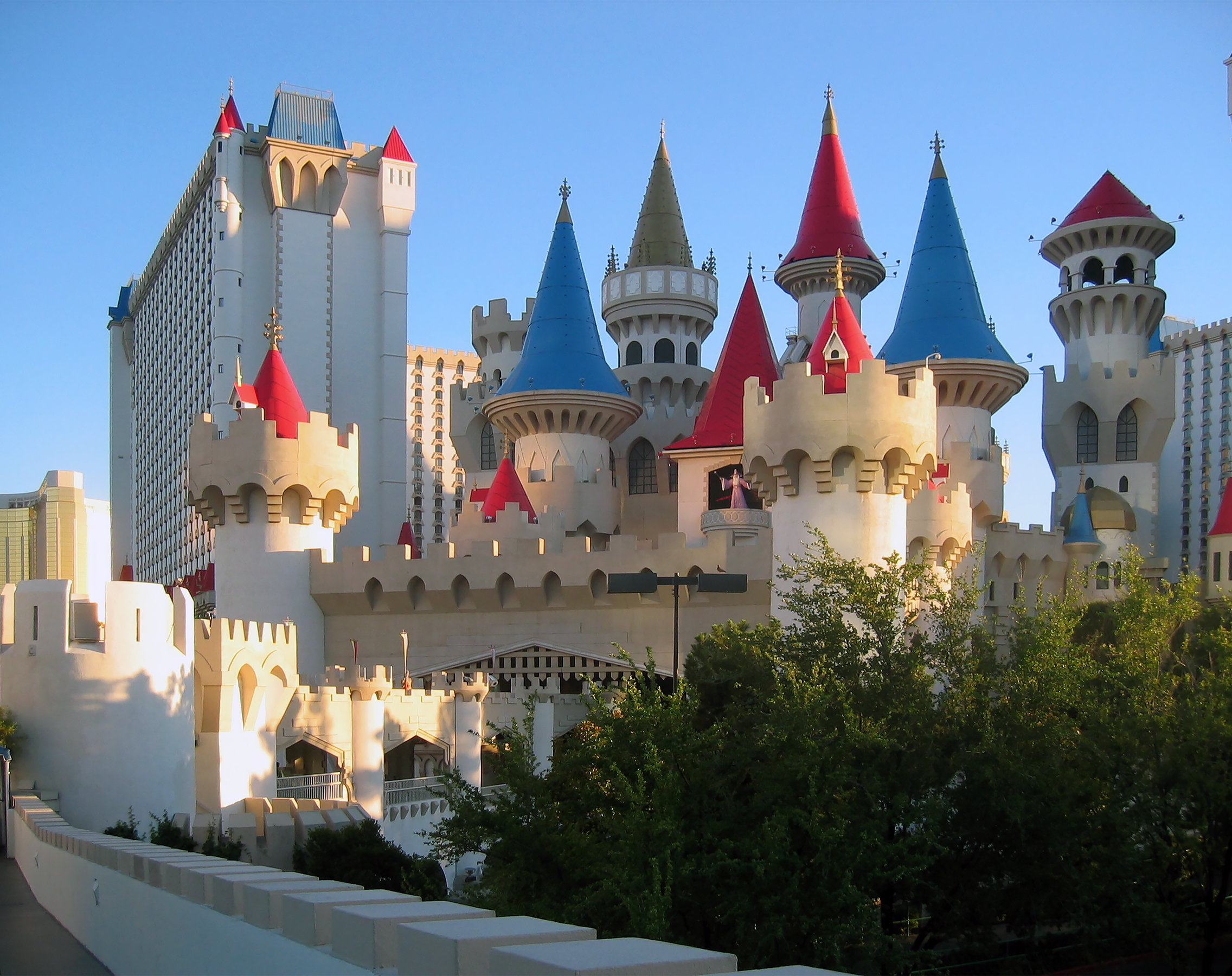
Excalibur Las Vegas

- Excalibur Las VegasNarrative Architektur – simple Gestaltungselemente unter Verwendung des Larger-than-life-Prinzips (z. B. überdimensionierte Türme und Mauern des Excalibur Las Vegas, Kopf eines Riesen in den Swarovski-Kristallwelten)
- Illusionäre Architektur – Verwendung von Theater- und Filmkulissen (z. B. Obere Stockwerke der Main Street im Disneyland Anaheim als Kulissen)
- Ikonenarchitektur – reduzierte, moderne Formensprache sowie spektakuläre und symbolische Bauten (z. B. BMW-Welt München, Wynn Las Vegas)

Gartenarchitektur
- Räumliche Dramaturgie und Besucherlenkung – Spektakuläre Eingangssituation, zentrale Erschließungsachse und seitliche Wege und Gassen (z. B. Disney-Themenparks)
- Visuelle Abgrenzung – Verdeckung von Gehegezäunen durch Hecken- und Buschbepflanzungen, Lenkung der Besucherblicke durch Gehegefenster (z. B. Erlebniszoo Hannover)

Interieur/Dekoration
- Thematische Details und optimierte Räume – Thema wird in den Bereichen aufgenommen und detailliert umgesetzt (z. B. Twilight Zone Tower of Terror – detaillierte Gestaltung als Hotel)
- Authentische Materialien und Objekte (z. B. Hotel Ling Bao – speziell gebrannte Dachziegel und Hölzer aus China)

Musik/Geräusche
- Thematische Live-Bands (z. B. Oktoberfest-Musikanten des Biergartens im Epcot-Themenpark)
- Jingles und spezielle Songs in Attraktionen (z. B. Pirates of the Caribbean im Magic Kingdom)

Lichteffekte
- Beleuchtung von Gebäuden, Licht-Shows (z. B. Disney Illuminations im Disneyland Paris)
- Simulation von Tageszeiten (z. B. Warner Bros. World Abu Dhabi)

Animation
- Auftritt von Schauspielern und Charakteren (z. B. Meet and Greet mit Mickey Maus und anderen Charakteren in den Disney-Themenparks)
- Einbeziehung der Besucher in Shows

Technik/Simulation
- Spektakuläre artifizielle Attraktionen – Beherrschung und Reproduktion der Natur (z. B. großflächige Wasserorgeln vor dem Hotel Bellagio am Las Vegas Strip)
- Audio-Animatronics – Lebensechte bewegliche Figuren (z. B. Na'vi River Journey im Disney’s Animal Kingdom)
- Künstliche Wetterereignisse sowie Regelung von Temperaturen (z. B. Rainforest Café mit inszeniertem Gewitter)
- Virtuelle Attraktionen (z. B. VR-Brillen auf Achterbahnen)

## Themed Entertainment

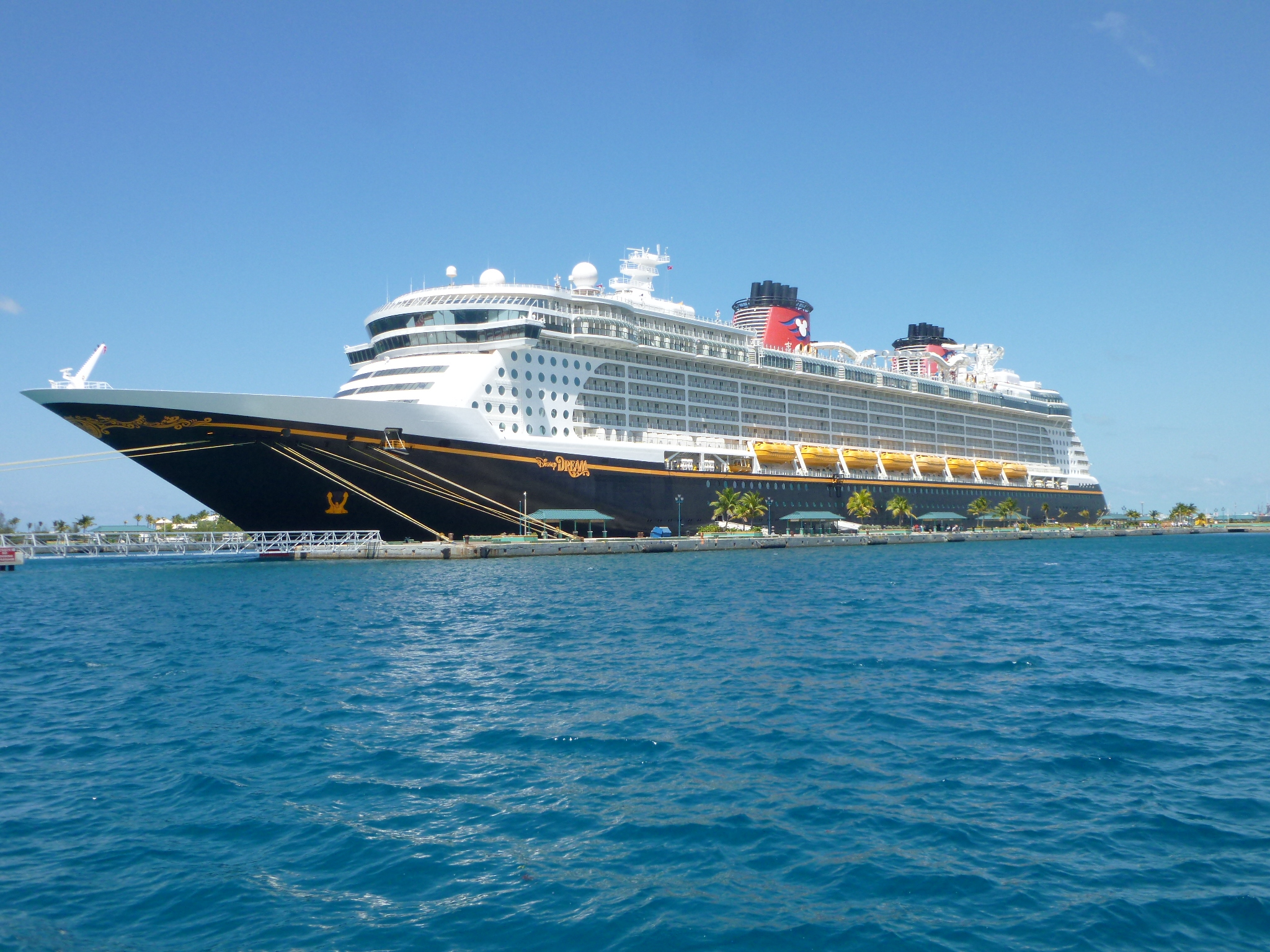
Disney Dream der Disney Cruise Line

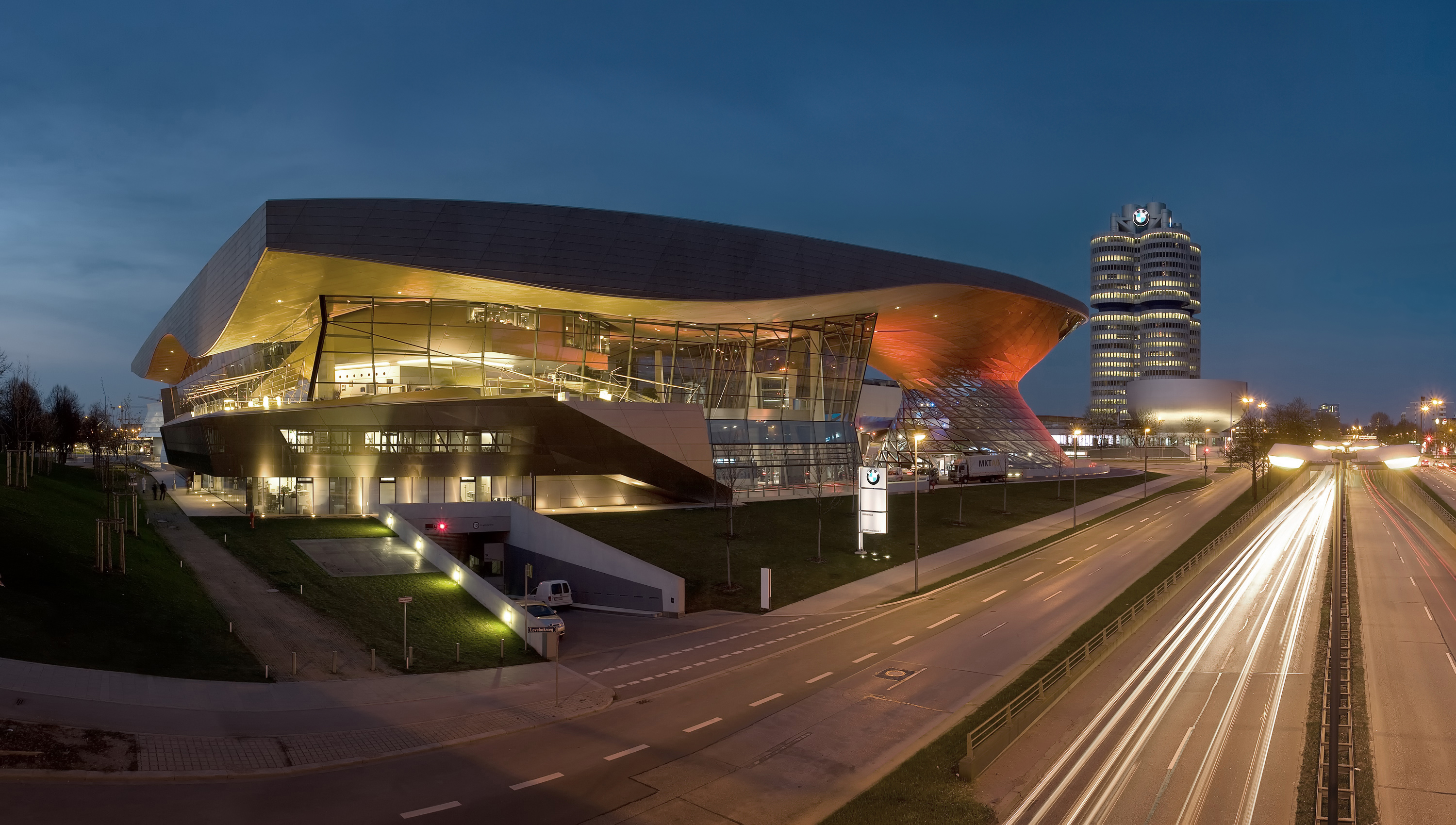
BMW-Welt

Themed Entertainment (Thematisierte Unterhaltung) deckt ein weites Feld von Attraktionstypen ab. Dies kann ein simples Horrorkabinett im Garten einer Person sein bis zu Multi-Gate-Themenpark-Resort. Multi-Gate bezieht sich hierbei auf die Anzahl der Themenparks im Resort. Ein Themenpark ist hier die ultimative Ausprägung von Themed Entertainment, da alle Formen von Thematisierung und Inszenierungstechniken in einem solchen Park benutzt werden können.
Wie folgt zu sehen, kann Thematisierung bei allen möglichen Arten von Attraktionen und Geschäften verwendet werden:
- Einzelne Attraktionen, von Merlin Entertainments auch Gateway-Attraktionen genannt (z. B. Sea Life, Shrek's Adventure)
  - Land-Scaled – Ein einzelner Themenbereich eines Freizeitparks wird als eigenständige Attraktion betrieben (z. B. Legoland Discovery Center, DisneyQuest)
  - Attraction-Scaled – eine einzige thematisierte Attraktion wird eigenständig betrieben (z. B. Madame Tussauds, The London Dungeon)
- Ausstellungen
- Besucherzentren von Unternehmen (z. B. World of Coca-Cola, BMW-Welt)
- Boutique Parks – diese Parks verlangen höhere Preise und fokussieren sich auf eine höhere Interaktivität mit den Gästen (z. B. Discovery Cove)
- Casinos (z. B. Caesars Palace, Mandalay Bay)
- Clubs und Bars (Moulin Rouge, Trader Sam's Enchanted Tiki Bar)
- Erlebnisgastronomie (z. B. Eatrenalin)
- Events (Star Wars Weekends in den Disney Hollywood Studios, Traumatica im Europa-Park)
- Familienunterhaltungszentren (z. B. Club Disney)
- Festivals (z. B. Tomorrowland, Defqon.1)
- Freizeitparks (z. B. Disneyland Anaheim, Europa-Park)
- Geschäfte (z. B. The Disney Store)
- Hotels (z. B. Hotel Bell Rock, Star Wars: Galactic Starcruiser)
- Krankenhäuser (z. B. Florida Kinderkrankenhaus in der Nähe der Walt Disney World)
- Kreuzfahrtschiffe (z. B. Disney Cruise Line, Carnival Fascination)
- Museen (z. B. Technik-Museum Sinsheim)
- Retail-Unterhaltungszentrum (z. B. Disney Springs, The Forum Shops at Caesars)
- Shows (z. B. Phantom – The Las Vegas Spectacular, Buffalo Bill's Wild West Show)
- Themenrestaurants (z. B. The Three Broomsticks, Hard Rock Café)
- Werbeaktionen
- Wasserparks (z. B. Rulantica, Lego Chima Water Park)
- Zoos, Aquarien und Safari Parks (z. B. Disney’s Animal Kingdom, SeaWorld)

## Aufgabe
Thematisierung eignet sich, um die Besucher einer Attraktion vor und während der Fahrt emotional zu beeinflussen. Vor einer Fahrt kann die Geduld in der Warteschlange erhöht werden, da die Besucher die Umgebung begutachten können. Während einer Fahrt lässt sich das Fahrterlebnis stark intensivieren.  Im Falle der Dark Rides wird auf eine aufregende Streckenführung sogar ganz verzichtet und stattdessen das Erleben der Thematisierung zum Mittelpunkt der Fahrt erhoben. Die durch Thematisierung erzeugten Scheinwelten in Freizeitparks lassen darüber hinaus Alltag und Sorgen vergessen, sodass der Besucher seinen Aufenthalt unbeschwert genießen kann.
Weiterhin führen thematisierte Landschaften, Geschäfte und Restaurants auch dazu, dass Besucher auch außerhalb von Fahrgeschäften unterhalten werden. So wird die nachgefragte Kapazität an Fahrgeschäften gesenkt ohne das Erlebnis der Besucher zu beeinträchtigen.

## Immersion
Die Immersion im Kontext der Thematisierung in Themenparks bezieht sich auf die Schaffung einer Umgebung, in der sich Besucher vollständig eingebunden fühlen, als wären sie Teil der dargestellten Geschichte oder des Settings. Dies wird durch detaillierte Thematisierung, wie etwa die Gestaltung einer Piratenwelt, und narrative Elemente erreicht, die Gäste emotional einbinden und in die Rolle von Charakteren versetzen. Themenparks definieren eine thematische Identität, die es Besuchern ermöglicht, in simulierte Welten einzutauchen, wie etwa in Disneys Star Wars: Galaxy’s Edge. Die Gestaltung nutzt multisensorische Stimulation – durch Beleuchtung, Soundeffekte und interaktive Elemente wie die Zauberstab-Interaktionen im Wizarding World of Harry Potter – um eine realistische und fesselnde Erfahrung zu schaffen. Solche Umgebungen werden als physische Adaptionen von Geschichten wahrgenommen, was die Immersion durch „ironische Imagination“ verstärkt. Die Bedeutung der Immersion liegt in der emotionalen Verbindung, die sie fördert, wobei Definitionen variieren: Manche sehen sie als Realismus, andere als Präsenzgefühl, was zu anhaltenden Diskussionen in der Branche führt.

## Wirtschaftlichkeit
Die Betreiber von Freizeitparks, Fahrgeschäften und anderen thematisierten Geschäften verwenden Thematisierung vor allem aus wirtschaftlichen Gründen. Für sie stehen die Abhebung von der Konkurrenz und die Einzigartigkeit und Qualität ihres Angebots im Vordergrund. Sie erhoffen sich außerdem, dass thematisierte Attraktionen für die Besucher länger interessant bleiben, sodass der Wiederbesuchswert steigt. Weiterhin hoffen die Betreiber, dass durch anziehende Themen weitere Besuchergruppen angezogen werden, die sonst die Attraktion nicht besuchen würden. Zudem können thematisierte Merchandise-Artikel sowie Speisen angeboten und mit in die Thematisierung einbezogen werden.